# William Alexander Harvey

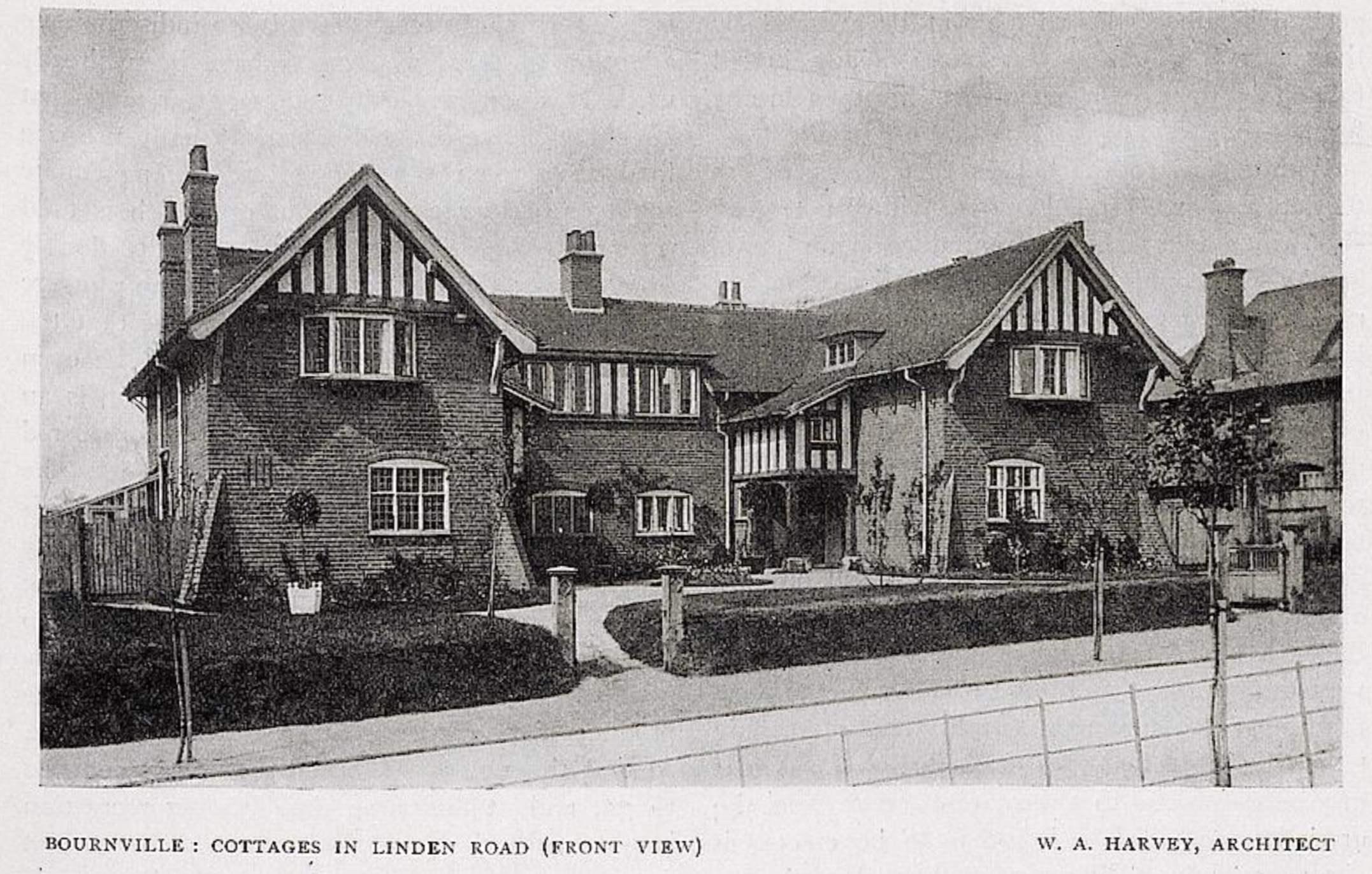
Cottages à Linden Road

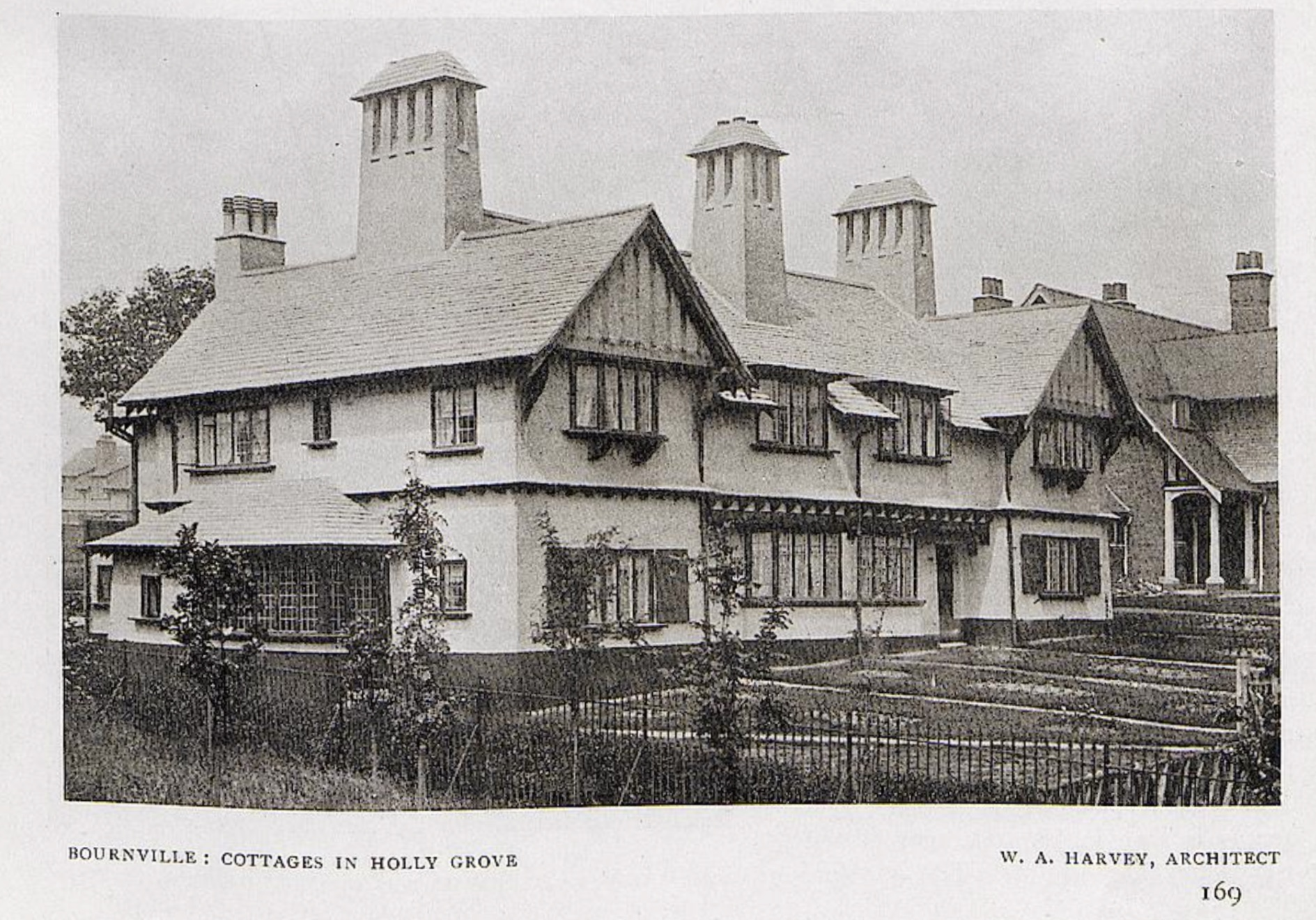
Cottages à Holly Grove

William Alexander Harvey, né le 11 avril 1874 et mort le 6 février 1951, est un architecte anglais, connu pour sa participation à la conception de Bournville, une « cité-jardin » construite par George Cadbury, le directeur d’une entreprise du même nom, pour loger ses travailleurs au sud de Birmingham.

## Biographie
Né dans une famille d'artistes, Harvey a étudié l'architecture à l’école d’art municipal de Birmingham.
En 1895, à seulement 20 ans, il se fait nommer par George Cadbury comme architecte pour concevoir les maisons à Bournville.
Les objectifs de Cadbury à Bournville étaient la construction de maisons de qualité à des prix abordables pour les ouvriers de l'industrie.
Dans ses créations, Harvey incorpore des éléments artistiques influencés par le mouvement Arts and Crafts, tels que des pignons à gradins, de fenêtres vénitiennes sur des baies inclinées, des porches d'angle en bois sous des lucarnes avec des toits de plomb concaves. Par exemple, les maisons situées au 10-12 Sycamore Road, à Bournville, sont typiques de ce style.
À partir de 1900, le développement du village relève de la responsabilité du Bournville Village Trust (en). Harvey restera au service du Trust jusqu'en 1904, date à laquelle il crée son propre cabinet d'architecture.
De 1914 à 1935, son entreprise, Harvey and Wicks, est installée au 5 Bennetts Hill, dans le centre de Birmingham. Il continue à concevoir des bâtiments publics à Bournville, mais également des maisons, des domaines, des bâtiments municipaux et des églises à Birmingham et au-delà.
En 1906 il écrit un livre sur les villages modèles et s'impose comme un expert en matière de logements à bas prix ; ses projets sont réutilisés par plusieurs autorités locales anglaises.
À partir de 1918, il siège également au conseil exécutif de la Birmingham Civic Society (en).
À partir de 2006, le développement Lightmoor à Telford reconnait la longévité des principes sociaux et esthétiques démontrés à Bournville et dans d'autres cités-jardins anglaises.

## Travaux
À Bournville, Harvey a conçu plusieurs infrastructures dont :
- l’école junior de Bournville (1902-1905)
- le Ruskin Hall attenant (1903)
- la Maison de réunion des quakers (1905)
- l'école pour nourrissons (1910)
- la salle paroissiale (1913)
- la maison de repos (1914)
- l’Église Saint-François (1925)

De 1912 à 1916, William Alexander Harvey reconstruit Selly Manor (en) et Minworth Greaves en 1929.

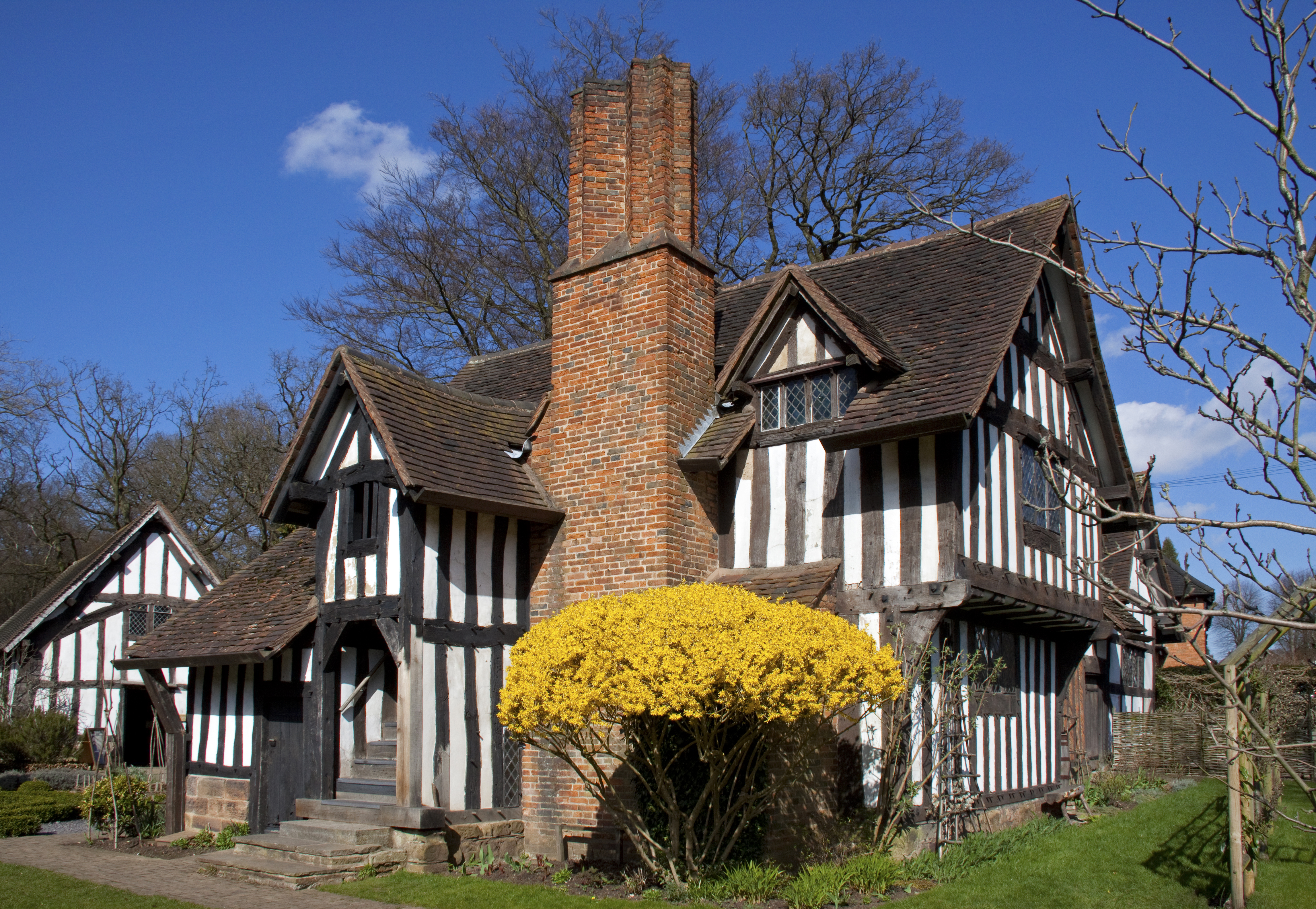
Selly Manor.

À Selly Oaks (en), une ville aux alentours de Birmingham, il conçoit le Kingsmead College (1905), le Westhill College (1907) et Carey Hall (1912).

## Publications
- (en) The Model Village and its Cottages: Bournville, Londres, B. T. Batsford, 1906, 68 p. (lire en ligne ).